# ديف ويت
ديف ويت (بالإنجليزية: Dave Witte)‏ هو طبال أمريكي، ولد في 11 أغسطس 1971.

## وصلات خارجية
- ديف ويت على موقع ميوزك برينز (الإنجليزية)
- ديف ويت على موقع أول ميوزيك (الإنجليزية)
- ديف ويت على موقع ديسكوغز (الإنجليزية)